# Hermann Glauert
Hermann Glauert (Sheffield, 4 ottobre 1892 – Aldershot, 6 agosto 1934) è stato un ingegnere britannico, noto per i suoi studi sull'aerodinamica dei velivoli.

## Biografia
Hermann Glauert, assieme al fratello Ludwig, era figlio di Louis Glauert, un fabbricante di posate emigrato dalla Germania quando Hermann era ancora molto giovane. Hermann frequentò la King Edward VII School di Sheffield e, nel 1910, il Trinity College di Cambridge. Nel 1913 entrò nella prima classe del tripos di matematica e, nello stesso anno, ottenne la Tyson Medal per il rendimento in astronomia. Nel 1915 gli fu assegnato il Rayleigh Award in matematica.
Nel 1914, allo scoppio della prima guerra mondiale, ebbe problemi per la sua ascendenza tedesca. Nel 1916 l'amico William Scott Farren lo introdusse alla Royal Aircraft Establishment di Farnborough (Hampshire), dove si trasferì per restare solo per la durata della guerra, ma dove invece restò per tutta la sua vita.
Durante la guerra visse assieme a F. W. Aston, Frederick Lindemann, G. I. Taylor, William Scott Farren, Bennett Melvill Jones, e Edgar Douglas Adrian, nella casa detta Chudleigh. Nel 1922 sposò la sua assistente Muriel Barker, da cui ebbe tre figli.
Ha lavorato nel campo della teoria View, l'efficacia delle superfici di controllo, la teoria dell'elica. Nel 1928 definì un fattore di correzione per subsonici (Kompressibilitätseinflüsse), che porta il suo nome e con Ludwig Prandtl la trasformazione di Prandtl-Glauert.
Fu un dirigente del Royal Aircraft Establishment di Farnborough fino al 1934, anno in cui morì colpito da un frammento accidentale di un albero che era stato fatto esplodere ad Aldershot Common.
(King Edward VII School Magazine, dicembre 1934)
Per i suoi contributi alla scienza aeronautica fu eletto membro della Royal Society.

## Principali pubblicazioni
- The landing of aeroplanes (l'atterraggio degli aeroplani); 1920
- Eine Theorie für dünne Flügelprofile; 1924
- Die Grundlagen der Tragflügel-und Luftschraubentheorie; 1926
- Theoretische Beziehungen für einen Tragflügel mit angelenkter Klappe; 1927
- Induced flow through a partially choked pipe; 1932
- The Interference on the characteristics of an aerofoil in a wind; 1932
- Wind tunnel interference on wings, bodies and airscrews; 1933
- Lift and drag of a wing spanning a free jet; 1934
- Influence of a uniform jet on the lift of an aerofoil; 1936
- The elements of aerofoil and airscrew theory; 1926 (disponibile in linea)